# Eleanor Rigby
"Eleanor Rigby" é uma canção do grupo de rock inglês The Beatles, originalmente lançada no álbum Revolver de 1966. Também foi lançada como Lado B de um single, que tinha como Lado A a canção "Yellow Submarine", simultaneamente ao álbum.
A canção foi inicialmente escrita por Paul McCartney, mas em uma entrevista concedida à Revista Playboy em 1980, pouco antes de morrer, John Lennon afirmou que "o primeiro verso era do Paul, mas que o restante era basicamente meu". Pete Shotton, um amigo íntimo de Lennon que estava presente naquele momento, disse "Penso que John (cuja memória podia ser extremamente falha) tomou os créditos, em uma de suas últimas entrevistas, por muitas das letras, mas na minha memória 'Eleanor Rigby' foi uma 'Lennon-McCartney' clássica na qual a contribuição de John foi virtualmente nula". No entanto, a música é cantada por Paul.
McCartney também afirmou que John ajudou algo como "metade de uma linha". À parte da discussão, Eleanor Rigby permanece como uma das mais reconhecidas e distintas canções dos Beatles, com sua letra contando sobre a solidão das pessoas mais velhas.
Ela também faz parte da fase de transição, continuando a transformação dos Beatles, que começaram com uma orientação pop e gradualmente se tornaram uma banda de estúdio mais séria e experimental.
Em dezembro de 1982 na cidade de Liverpool, foi esculpida uma estátua de uma idosa solitária em homenagem à canção. Esteve presente na lista das 500 melhores canções de todos os tempos da revista Rolling Stone.

## Posição nas paradas musicais
| Parada (1966)                      | Melhor posição |
| ---------------------------------- | -------------- |
| Canadá CHUM Chart                  | 1              |
| Nova Zelândia (Listener)           | 1              |
| Reino Unido (UK Singles Chart)     | 1              |
| Estados Unidos (Billboard Hot 100) | 11             |
| Parada (1986)                      | Melhor posição |
| Reino Unido (UK Singles Chart)     | 63             |